# Georg Spohr
Georg Spohr (24 de enero de 1951) es un deportista de la RDA que compitió en remo como timonel.
Participó en dos Juegos Olímpicos de Verano en los años 1976 y 1980, obteniendo dos medallas, oro en Montreal 1976 y oro en Moscú 1980. Ganó dos medallas en el Campeonato Mundial de Remo, plata en 1977 y oro en 1979.

## Palmarés internacional
| Juegos Olímpicos   | Juegos Olímpicos         | Juegos Olímpicos | Juegos Olímpicos |
| Año                | Lugar                    | Medalla          | Prueba           |
| ------------------ | ------------------------ | ---------------- | ---------------- |
| 1976               | Montreal (Canadá)        | Medalla de oro   | Dos con timonel  |
| 1980               | Moscú (URSS)             | Medalla de oro   | Dos con timonel  |
| Campeonato Mundial |                          |                  |                  |
| Año                | Lugar                    | Medalla          | Prueba           |
| 1977               | Ámsterdam (Países Bajos) | Medalla de plata | Dos con timonel  |
| 1979               | Bled (Yugoslavia)        | Medalla de oro   | Dos con timonel  |